# Eucereon juruana
Eucereon juruana är en fjärilsart som beskrevs av Embrik Strand 1917. Eucereon juruana ingår i släktet Eucereon och familjen björnspinnare. Inga underarter finns listade i Catalogue of Life.